# Alkimja
Alkimja – album Justyny Steczkowskiej wydany w roku 2002. Płyta dotarła do 11. miejsca listy OLiS.

## O albumie
Płyta nosi podtytuł muzyka tradycyjna sefardyjska i aszkenazyjska i nawiązuje do kultury żydowskiej. Zawiera utwory śpiewane po hebrajsku, aramejsku oraz w językach ladino i jidysz. Album jest w rzeczywistości zapisem dźwiękowym widowiska Alkimja, które Justyna Steczkowska wraz z grupą artystów (mimów, żonglerów, baletu) wystawiała okazjonalnie (np. w ramach Festiwalu Dialogu Czterech Kultur, czy Przeglądu Piosenki Aktorskiej). Album uzyskał status złotej płyty. Pomysłodawczynią tego projektu była Ewa Gil-Kołakowska, tłumaczeniami na język polski zajął się Roman Kołakowski, a aranżacją muzyczną Mateusz Pospieszalski. Płytę nagrano w Studio Justyny Steczkowskiej. Albumowi Alkimja przyznano Fryderyka 2002 w kategorii Album Roku - Etno/Folk.
29 marca 2009 roku ukazała się płyta DVD z zapisem koncertu Alkimja. Było to pierwsze takie wydawnictwo w dorobku piosenkarki. DVD jest zapisem koncertu, jaki odbył się w ramach Festiwalu Czterech Kultur w Łodzi w 2001 roku. Wydanie Alkimji w wersji audiowizualnej było odpowiedzią wydawnictwa Luna Music na liczne zapytania i prośby od wielbicieli talentu Justyny Steczkowskiej. Do tej pory mieli oni możliwość obcowania z Alkimją jedynie za sprawą płyty kompaktowej. Krążek zawierał również atrakcyjne materiały dodatkowe: teledysk do piosenki "Świt! Świt!" oraz galerię zdjęć artystki.

## Lista utworów
| 1.  | "Świt! Świt!"                       | 6:18    |
|     |                                     |         |
| 2.  | "Bulbes"                            | 3:33    |
|     |                                     |         |
| 3.  | "Graj, klezmerska kapelo!"          | 3:54    |
|     |                                     |         |
| 4.  | "Genesis"                           | 6:46    |
|     |                                     |         |
| 5.  | "Herszele Ostropoler"               | 5:22    |
|     |                                     |         |
| 6.  | "Morenica"                          | 4:49    |
|     |                                     |         |
| 7.  | "Śpiewaj "Yidl mitn fidl""[8]       | 3:35    |
|     |                                     |         |
| 8.  | "Ad-lo-jada"                        | 3:40    |
|     |                                     |         |
| 9.  | "Austeria"                          | 4:24    |
|     |                                     |         |
| 10. | "Wędrowni sztukmistrzowie"          | 6:45    |
|     |                                     |         |
| 11. | "Kwiaty więdnące"                   | 5:01    |
|     |                                     |         |
| 12. | "Mako-maszme-lom"                   | 5:07    |
|     |                                     |         |
| 13. | "Wszyscy braćmi być powinni"        | 4:35    |
|     |                                     |         |
| 14. | "Pieśń o Bet-Lechem"                | 5:20    |
|     |                                     |         |
| 15. | "Hava nagila - Piękna jest chwila!" | 4:14    |
|     |                                     |         |
|     |                                     | 1:13:23 |
|     |                                     |         |

## Twórcy
- Ewa Gil-Kołakowska - producent, koncepcja artystyczna, wybór utworów
- Mateusz Pospieszalski - kierownictwo muzyczne, aranżacje, śpiew, klarnet, shannai
- Roman Kołakowski - słowa
- Marta Stanisławska - cymbały
- Magda Steczkowska-Królik - śpiew
- Piotr Dziubek - akordeon
- Antoni Gralak - trąbka, tuba
- Sebastian Karpiel - skrzypce
- Damian Kurasz - gitary, sitar, mandolina
- Mariusz Lewandowski - didgeridoo, instrumenty perkusyjne
- Łukasz Moskal - perkusja
- Luis Ribeiro - instrumenty perkusyjne
- Piotr Rychlec - instrumenty klawiszowe
- Piotr Skupniewicz - klarnet
- Paweł Steczkowski - gitara basowa, kontrabas
- Wojciech Waglewski - cuíca
- Cezary Zieliński - mridanga, krotale
- Chór Synagogi Pod Białym Bocianem pod dyrekcją Stanisława Rybarczyka
- Wrocławska Orkiestra Kameralna "Leopoldinum"

Nagrań dokonano w "Mimofon" Steczkowscy Studio w Warszawie i Dużym Studio Radia Wrocław S.A.
- Piotr Rychlec - edycja, realizacja
- Wojciech Przybylski - zgranie i mastering w Studio S-4 Polskiego Radia w Warszawie (utwory 1, 2, 5, 8-10, 12-15)
- Mikołaj Wierusz - zgranie i mastering w "Mimofon" Steczkowscy Studio w Warszawie (utwory 3, 4, 6, 7, 11)
- Remigiusz Trawiński - manager

## Single
- "Śpiewaj "Yidl mitn fidl"" (2002)
- "Świt! Świt!" (2002)
- "Wszyscy braćmi być powinni" (2003)